# Neegyauks Tholus
Il Neegyauks Tholus è una struttura geologica della superficie di Venere.